# Изгубеният рай
„Изгубеният рай“ (на английски: Paradise Lost) е епична поема от английския поет Джон Милтън (1608 – 1674). Първоначално е публикувана през 1667 г. в десет тома. Написана в петостъпен бял ямб. Следва второ издание през 1674 г., преразпределено в дванадесет тома, по подобие на Вергилиевата „Енеида“. Включени са обяснения в проза. Критиците смятат тази творба за най-значимата от Милтън. Поемата е ориентирана около библейската история за изкушението на Адам и Ева от падналия ангел Сатана в градина на Едем.

## Заглавие
Заглавието „Изгубеният рай“ насочва към библейския сюжет: животът на първите хора, сътворени от Господ, и прогонването им от Едем. Прологът на поемата ни подсказва, че ще бъде описан не раят, който е изгубен, а начинът, по който ще бъде изгубен. По тази причина някои от българските критици твърдят, че преводът на заглавието „Paradise Lost“ би трябвало да бъде „Раят изгубен“.

## Композиция
Милтън започва да пише „Изгубеният рай“ през 1658 година. Поемата съдържа дванайсет книги, най-дълга от които е деветата – с 1189 стиха; а най-кратка е седмата – с 640. Всяка книга започва с кратко обобщение, наречено „Аргумент“. Поемата следва епическата традиция, in medias res (в средата на нещата), което означава, че историята ще бъде разказана по-късно. Разказът може да бъде условно разделен на две части – едната от тях следва историята на Сатаната, а другата тази на Адам и Ева.

## Сюжет
Основният сюжет на „Изгубеният рай“ е съдбата на двамата библейски прародители на човечеството, Адам и Ева: нарушаването на божията забрана и последвалото наказание – изгонването от земния рай. Успоредно с тази главна линия на действието се разгръща и един втори сюжет – участта на Сатаната и неговото непокорство: бунтът срещу Бог и последвалото ги наказание – прогонване от небесното блаженство. Действието започва в средата със събирането на Сатаната и другите разбунтували се ангели, изгонени от Рая и заточени в Ада. Те се намират в огнено блато, от което бързо се измъкват и излитат в земя, в която основават Пандемониум. Това е съветът на попадналите в Ада ангели. Там те обсъждат войната, която ще започнат с Бог. Един от тях, Велзевул им предлага да посегнат на създанието на Бог – хората. Сатаната заявява, че иска той да бъде пратен. Той среща своите деца, Греха и Смъртта, на вратата на Ада. Те го следват, за да му помогнат да построи мост между Ада и Земята. В Рая Бог събира ангелите на съвет и им казва за намеренията на Сатаната. През това време Сатаната пътува през Нощта и Хаоса, за да намери Земята. Престорва се на херувим, за да премине през ангела, пазещ Слънцето. След като пристига на Земята, Сатаната изпитва по-скоро болка, отколкото удоволствие. Потвърждава, че ще превърне злото в добро и ще продължи да престъпва волята на Бог.
Междувременно Адам и Ева са в градината на Едем, все още спазващи забраната на Бог да не ядат от дървото на познанието. Гавриил, ангелът, който пази Рая, забелязва Сатаната и му заповядва да напусне. Ева разказва на Адам съня си, в който някой шепне в ухото ѝ да опита от забранения плод. Господ праща Рафаил да ги предупреди за опасностите, които могат да срещнат в лицето на Сатаната.
Битките между падналите ангели и останалите верни на Бог продължава около три дни. В последната битка Синът Божи побеждава групата разбунтували се ангели и ги изгонва от Рая. Така Адам и Ева остават единствени да разполагат с Божието творение.
Адам и Ева имат романтична и сексуална връзка, но все още без грях. Тя му предлага да работят разделени, за да свършат повече работа. Той се колебае, но накрая приема. Сатаната избира да проникне в Рая във вид на змия, за да измами Ева. Той я търси и има късмет да я намери сама. Говори с нея, като възхвалява нейната красота и божественост. Тя е удивена от факта, че животно може да говори. „Змията“ осведомява Ева, че е придобила това умение, след като е яла от дървото на познанието. Убеждава я, че всъщност Бог иска те да ядат плодовете и че заповедта му е начин да изпита техния кураж. В началото Ева се колебае, но накрая решава да вкуси. Опитът на Сатаната да прелъсти Ева е успешен. Адам е ужасен, когато тя споделя какво е сторила. Той решава, че би било по-добре да постъпи като съпругата си, вместо да остане безгрешен и да я загуби. Съпрузите дори съжаляват, че дотогава не са опитали от този толкова вкусен плод. Той започва да я гледа по друг начин, с похот. Те правят секс, различен от този в книга V. След падението сексът е вече греховно, а не свято действие. Адам и Ева заспиват и сънуват кошмари. Когато се събуждат, осъзнават какво са изгубили и за първи път чувстват срам и вина. Бог веднага разбира за тяхното неподчинение. Той казва на ангелите, че съгрешилите трябва да понесат последствията. Синът първо наказва Змията, чието тяло взема Сатаната, и я обрича никога да върви изправена отново. Ева и всички жени трябва да страдат, когато раждат, и да са подчинени на мъжете си. Адам и всички мъже са обречени да добиват храната си с труд. По същото време Сатаната се връща в Рая. Посрещнат е с почести. Останалите му вярват, че той е победил Бог. В този момент падналите ангели, а също и Сатаната се превръщат в змии, неспособни да говорят. Те получават същото наказание, въпреки че нямат същата вина. Господ заповядва на ангелите да променят Земята. След падението човечеството трябва да страда от студ през зимата и горещина през лятото, за разлика от вечната пролет преди това. Адам и Ева започват да се обвиняват един друг за случилото се. Адам дори започва да се пита защо е създадена жената. Заедно решават, че за да отмъстят на Сатаната, трябва да останат верни на Бог. Молят се заедно. Господ разбира, че те наистина съжаляват, и праща архангел Михаил на Земята. Той им съобщава, че трябва да напуснат Рая, но първо показва на Адам бъдещето на човечеството до Потопа – греховете на следващите поколения, причина за които са завистта, ревността и гордостта. Михаил му подсказва, че има и възможност за спасение чрез бъдещия Месия. Накрая Адам и Ева са прогонени от Рая.

## Персонажи

### Сатана
Преди падението неговото име е Луцифер. Той е главен герой в първата част на поемата. Неговият образ е сложен и противоречив. Сатана е арогантен, предизвикателен, непокорен, но е с мощна воля и съзнание на дълг. Преди той е бил най-красивият от всички ангели, а сега е представен като трагично, заявявайки „По-добре господар в Ада, отколкото слуга в Рая“. Той изпитва силна ревност от Сина на Бог и решава да поведе битка, заедно с други ангели. Той страда от „уязвено достойнство“. Изгонен в Ада, той го превръща в свое царство, където подготвя отмъщението към Бог и човечеството. Той се бори за справедливост, но е зле разбран. Не е прекомерно лош и порочен. Неговият образ се движи в посока деградация. Той влиза в различни форми. Видният английски критик К. С Люис точно отбелязва, че с развитието на поемата падналият архангел се превръща „от герой в пълководец, от пълководец в политик, от политик в таен агент, оттук в твар, която наднича през прозорците на спални и тоалетни, после в жаба и накрая в змия“. В книга I той убеждава ангелите да одобрят неговият план, в книга IV оправдава себе си като твърди, че злото е в него. Виждайки Земята, той решава, че тя е по-красива дори от Ада и завистта му става дори по-силна. Стремежът на Сатаната към абсолютна свобода, неговото неподчинение към установеното, бунтът му води до всички трагични последици.

### Адам
Първият човек, създаден от Бог. Адам е силен, интелигентен и много рационален персонаж – перфектното създание. Дадена му е пълна свобода, която той трябва да съобрази да опази. В противен случай той губи това състояние на пълно щастие. Забранено му е от Бог да яде от Дървото на познанието на добро и зло. Адам поставя любовта си към Ева на първо място преди подчинението си към Всемогъщия. Когато той разбира, че тя е опитала плода, вместо да остане верен, но да изгуби нея, решава да я последва в греха. За разлика от библейския Адам, който се подвежда по капризите на жена си, Милтъновият е разсъдлив и съвестен и когато непоправимото е факт, съумява да поеме отговорността за стореното от съпругата му:
„Проклетото лукавство
на враг те е подмамило, все още непознато,
а с тебе е погубило и мен, защото с теб
и аз без двоумение решен съм да загина“ (IX, 904 – 907)
Адам и Ева губят Рая и вечното щастие за целия свят (книга IX).

### Ева
Ева е първата жена, създадена да служи като спътница на Адам. Тя е разумна, послушна, богобоязлива. Подвластна е на Адам, но не се колебае да спори с него. Милтъновите Адам и Ева отговарят на пуританските представи за идеалната семейна двойка. Те са преизпълнени с нежна обич и разбирателство един към друг. Любовта им не е само духовна, но и чувствена. Те обитават Едем голи и необременени от чувство за срам. Адам, превъзхождащ всички свои потомци по красота и сила, се възхищава от красотата на своята съпруга, създадена от неговото ребро, плът от плътта му. Двамата водят щастлив съпружески живот преди падението. Единственото, което тя и съпругът ѝ трябва да зачитат, е природният ред и отвън, и вътре в себе си. Не трябва да допускат страстите да замъглят разума и да подведат волята им. Сатана избира нея, защото тя е от по-слабия пол, и я изкушава да опита от забраненото дърво. Ева се поддава, а след това убеждава Адам също за вкуси, като че това е нещо добро и за двамата.

### Синът Божи
Наречен също Месия, той е бъдещото въплъщение на Исус Христос. Като своят баща той е всемилостив и въплъщава вселенския разум. Предопределен е от Бог да бъде водещ сред ангелите и да разполага със същата сила като него. Той се преборва с разбунтувалия си Луцифер. Месия съобщава на Адам и Ева за тяхното наказание. Той доброволства да бъде този, който ще изкупи първия грях. Синът е олицетворение на любов и съчувствие. След падението той съжалява Адам и Ева и им дава дрехи да се покрият от срама, който изпитват. Адам вижда как Синът Божи се жертва и е разпънат на кръст. Така първият мъж е по-спокоен за съдбата на човечеството.

### Бог
Бог е създателят на Рая, Ада, света, всичко и всеки, който съществува. Той е всезнаещ, всемогъщ и безкрайно добродетелен. Изложената в поемата цел е да „оправдае пътищата на Бог към човека“. Силата на Бог, според Милтън, идва от това, че той е „автор“ на творението. Сатана се проявява своята непокорност като отказва да признае авторитета му. Бог позволява злото да се случи, но е и този, който ще го превърне в добро. Както своя син, така и Бог е въплъщение на вселенския разум.

### Рафаил
Рафаил е архангел, изпратен от Бог да предупреди Адам и Ева за плана на Сатана да ги подмами да съгрешат. Той разказва за битката на небесното войнство със силите на мрака, съставяща основно книга VI.

### Михаил
Михаил е предводителят на архангелите. Той води ангелските сили срещу Сатана при битката Рая. Също е и пазител на Вратата на Рая. Михаил разказва на Адам за бъдещето на човечеството.

### Велзевул
Името му означава „господарят на мухите“. Милтън го представя като втория по важност паднал ангел след Сатана. На събранието на неподчинилите се ангели той предлага да изследват първо новосъздадената Земя преди да предприемат действия.

### Грях
Дъщерята на Сатана, която е родена от главата на Сатана, докато той е още в Рая. Тя има тялото на жена над кръста и тялото на змия под него. Тя пази вратите на Ада.

### Смърт
Синът на Сатана от неговата дъщеря, Грях.

## Теми и мотиви

### Подчинение на Бог
От първите думи на поемата се разбира, че една от важните теми ще бъде „първото човешко неподчинение“. Милтън разказва за неподчинението на Адам и Ева, обяснява как и защо е станало и какви са последствията. Поставя историята в контекста на бунта на Сатана и възобновяването на реда от Божия Син. „Изгубеният рай“ проследява два възможни пътя, по които може да се поеме след неподчинението към Бог: този на деградация и все по-голям грях, представен от Сатана и този на изкупление – от Адам и Ева. Разликата между тези две нарушения на Божията воля е, че Сатана взема еднолично решение, без да бъде изкушен или предизвикан от други. Дори след изгонването му в Ада, той продължава да твори зло, а от това следва, че за него няма надежда за спасение.
Адам и Ева съжаляват за стореното и търсят Божията прошка. Техният грях ще бъде изкупен чрез мъката на следващите поколения. Изборът им е правилен – дори след стореното следва спасение за човечеството.

### Брак
При изобразяването на живота на първата човешка двойка Милтън следва личните си разбирания за щастлив съпружески живот, както и за качествата, които трябва да притежава идеалната съпруга. Връзката им е основана на взаимна зависимост, а не на доминация и йерархия. Красива е хармонията, която цари помежду им. Двамата първочовеци са идеалната съпружеска двойка – моделът за онова съвършено отношение между половете, който Милтън предлага още в ранните си трактати по проблемите на брака. Влюбени един в друг и изпълнени с взаимно уважение, те са две равностойни човешки същества – прекрасни, достойни, богоподобни.

### Идолопоклонничество
Много от съвременниците на Милтън са критикували неговите идеи и са го смятали за твърде краен, заради неговите протестантски виждания относно политиката и религията. Едно от най-противоречивите му твърдения е свързано с понятието „идолопоклоннически“.
Първата критика към неговото идолопоклонничество е за практиката на строене на храмове и други постройки, които да служат като места за преклонение. В книга IX на „Изгубеният рай“, Адам се опитва да изкупи своите грехове като предлага да построи олтар за преклонение на Бог. В отговор архангел Михаил му обяснява, че не трябва да строи физически обект, за да изпита присъствието на Бог. Дори ако идеята е чиста, Милтън вярва, че ще доведе до идолопоклонничество заради природата на хората. Вместо да насочат своите мисли към Бог, те предпочитат да се обърнат към предмети и там те влагат своята вяра. Хардинг смята, че Ева също е идолопоклонничка в някаква степен. Тя е нарцисистична, обсебена от себе си. Тя ориентира своята вяра към себе си, към Дървото на знанието и донякъде към Змията, всички те не са сравними с идеалната природа на Бог.
Милтън влага своята гледна точка за идолопоклонничеството и в строежа на Пандемониум и храмът на Соломон. В поемата има няколко препратки към издигането и евентуалното падение на храмът на Соломон. Критиците отбелязват, че „той демонстрира как един артефакт се движи от своето начало към практикуването до идолопоклоннически край“. Това е пример за мнението на Милтън относно опасностите на идолопоклонничеството. Дори и този, който строи храм с най-добри намерения може да бъде сметнат за неморален.

### Светлина и мрак
Най-често срещата опозиция в „Изгубеният рай“, представена чрез двойките Рай и Ад, Бог и Сатана, добро и зло. Понятията за светлина са използвани за физическото описание на ангелите, а тези за мрак представят дяволите. Милтън използва светлина също и във връзка с Бог и неговата милост. В обръщението на книга III, авторът моли да бъде изпълнен със светлина, за да може да разкаже своята божествена история убедително. Липсата на светлина в Ада и в самия Сатана показват отсъствието на Божията милост.

### География на Вселената
Милтън разделя Вселената на 4 основни зони: славният Рай, ужасният Ад, объркващият Хаос, а между тях е скоро създадената и уязвима Земя. Обиколката на Сатана преминава през Черно море, Азовско море, сибирски, сирийски и индийски реки.

### Разговор и размишления
Поемата съдържа сравнително малко действие. Милтън се фокусира повече около разговорите и размишленията на персонажите, отколкото на характерните за епоса героични битки. Разговорите обхващат почти пет от главите на поемата. Важни са беседите на Адам с Михаил и Рафаил, които разпространяват Божието послание. Адам често размишлява върху Бог и неговата важност преди падението, докато Сатана е съсредоточен предимно върху себе си.

## Връзка с други произведения

### „Божествена комедия“
И двете творби актуализират древни митологически представи като предлагат модели на светове, т.нар. космогония. В модела на Данте откриваме елементи от Птолемеевата космогония, от библейски представи, но също така и заемки от средновековната арабска астрономия. Този на Милтън е положен върху идеи и представи, заимствани изцяло от Вехтия завет. Също като Данте Милтън има изключително развито пространствено въображение. Той представя картини, които във Вехтия завет не са достатъчно убедителни. Друга съществена прилика между поетите е тяхната дарба да събират в едно елементи от елинската митология и от Библията.

## Критика и тълкуване
Писателят и критик Самюел Джонсън е написал, че „Изгубеният рай“ показва особена сила да учудва. И че Милтън изглежда да е бил достатъчно наясно със своя собствен гений и да е знаел с какво природата го е наградила по-щедро, отколкото други: силата да излага на показ обширното, да осветява прекрасното, прилага ужасното, потъмнява мрачното, отежнява ужасното.
Критикът и писател К. С. Люис твърдял, че няма в позицията на Милтън в поемата[ неясно? ], защото „Милтън е вярвал, че Бог е бил неговият „естествен господар“. Интерпретирал е поемата като гениален разказ за християнския морал.

### Уилям Блейк
Английският поет е силно заинтригуван от връзката между Милтън и Сатана. Той коментира „Причината, поради която Милтън пише като в окови за ангелите и за Бог, а със свобода за Сатана и Ада, е защото той е бил истински поет, който принадлежи на Дявола без да го знае“. Блейк създава поема, наречена „Милтън“.

### Пърси Биш Шели
В своя труд „Защита на поезията“ Шели коментира образа на Милтъновия Сатана. „Нищо не може да надмине енергията и великолепието на Сатана в „Изгубеният рай“… неговият кураж не може да бъде надминат“. Според Шели майсторството, с което Милтън изобразява Сатана, е доказателство за поетическия му гений.

## В изкуството

### Илюстрации към поемата
Първите илюстрации, които придружават текста на „Изгубеният рай“ са били добавени към четвъртото издание на поемата от 1688. На всяка от дванадесетте книги има по едно изображение. Четири от тях са дело на Джон Баптист Медина, една на Бърнар Ленс II, а останалите от друг даровит илюстратор.

### Гюстав Доре
Френският художник от XIX век Гюстав Доре създава илюстрации на голяма част от епизодите на „Изгубеният рай“. На една от тях е прилегналия върху скалите Луцифер с полуразперени огромни крила.
Други художници, изобразили Сатана и Ада, водейки се по описанието на Милтън, са Джон Мартин, Уилям Странг и Уилям Блейк.